# 남산 (청도)
남산(南山)은 대한민국 경상북도 청도군 화양읍과 청도읍 경계에 있는 해발 870m 높이의 대한민국 산이다.

## 위치
경북 청도군 각남면과 화양읍, 청도읍에 결쳐 있다. 남산 남쪽에는 화악산(937.5m)이 있다.

## 사찰
남산의 주요 사찰로 북쪽의 신둔사와 북서쪽의 보현사, 동쪽의 적천사가 있다.

## 등산 코스
주요 등산 코스로는 남쪽 밤티재에서 오르는 코스가 있다.

## 같이 보기
- 한국의 산